# Сражение на двух Липах
Сражение на двух Липах или Наступление на Галич — наступление 7-й армии Юго-Западного фронта на галичском направлении, проводившееся с 18 (31) по 26 августа (8 сентября) 1916 года. Часть общего наступления армий Юго-Западного фронта в августе 1916 года; продолжение Брусиловского прорыва.

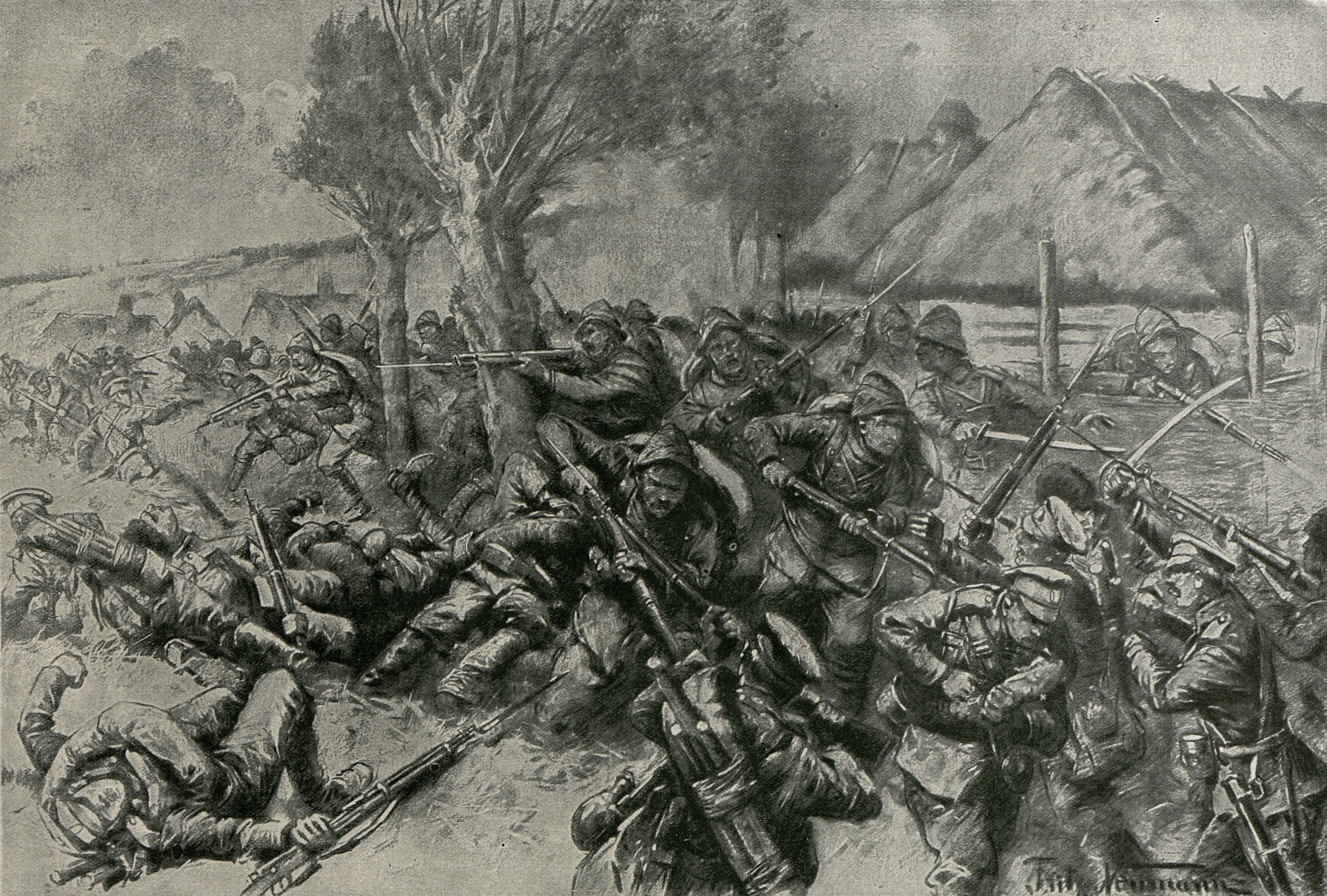
Турки отражают атаку русских в боях на Золотой Липе

## План операции
4 (17) августа командующий Юго-Западным фронтом генерал А. А. Брусилов приказал своим армиям наступать 16-го (29-го) числа. 8-й армии надлежало атаковать на Владимир-Волынский, 11-й армии — на Бережаны, 7-й армии — способствовать соседям, а 9-й армии — наступать по двум расходящимся направлениям — на Галич и на Мармарош—Сигет. В последовавшие дни план этот подвергся изменению. Ввиду протеста генерала Лечицкого галичское направление было передано вместе с нацеленными на него 33-м и 41-м корпусами в 7-ю армию. Все наступление было отложено на два дня по просьбе штаба 7-й армии, производившей перегруппировку ввиду нового своего задания — наступать на Галич. 18 августа армии Юго-Западного фронта перешли в общее наступление.

## Ход наступления
18 (31) августа пополудни, после 8-часовой артиллерийской подготовки, 7-я армия генерала Д. Г. Щербачёва начала наступление в общем направлении на Галич. 33-й корпус прорвал оборону австро-венгерского 13-го армейского корпуса между Делиево и рекой Горожанкой, заставив его отступить. К северу от Горожанки 2-й корпус также прорвал оборону австрийской 12-й пехотной дивизии, хотя и не с первого раза, и продвинулся до Панович. В районе Завалова 16-й корпус встретил упорное сопротивление германской 1-й резервной дивизии; к вечеру немцам всё же пришлось отойти правым флангом на 5 км. Германское командование стало срочно подтягивать в район сражения две дивизии (105-ю и 199-ю пехотные).
20 августа (2 сентября) 16-му корпусу в районе Бережан удалось сбить противника с передовых позиций на Ценювке у Барановки и выйти на Золотую Липу у Котова.
21 августа (3 сентября) в 7-й армии была сделана вторая попытка прорвать вражеские позиции. Противник смог отбить ее достаточно легко. Только 16-й корпус сумел прорваться в районе Шибалина, занял лес юго-восточнее Бережан и попытался расширить прорыв на юг. Но затем в Бережаны прибыли германские резервы (полк 199-й пехотной дивизии), и к вечеру 22 августа (4 сентября) 16-й корпус был вынужден отойти на позиции, которые занимал перед началом наступления. 
23 августа (5 сентября) 2-й, 22-й и 33-й корпуса 7-й армии вновь атаковали участок немецкой обороны между Днестром и Золотой Липой. Первые атаки у Бышева, у Гнильче и вблизи Днестра были отбиты с огромными потерями для обеих сторон. После обстрела русской тяжелой артиллерией окопов, занятых немецкими резервами, и повторной атаки, начался отход войск противника на всем протяжении участка от Бышева и Гнильче. Ширина прорыва скоро достигла 10 км. Контратаки не дали результата, и командующий германской Южной армией генерал Ботмер приказал начать отвод войск на линию: устье Гнилой Липы – Большовцы – река Нараевка до Нижней Липицы) и далее на северо-восток к Золотой Липе. Отход был совершен в течение ночи.
24 августа (6 сентября) русские обнаружили, что противник отступил, и к вечеру русские войска вступили в бои с его арьергардными частями на восточном берегу Гнилой Липы и Нараевки, заставив отойти их на западный берег. Для спасения положения германским командованием под Галич были посланы четыре немецкие дивизии, часть из которых была предназначена для румынского фронта.
Ночью 7-я армия атаковала по всему фронту: Щербачёв надеялся развить успех предыдущих дней. Но атаки русских были встречены свежими германскими резервами, а также фланговым огнем вражеской артиллерии. Днем 25 августа (7 сентября) последовала мощная артподготовка, после которой 33-й корпус переправился через Нараевку у Большовцев, а 22-й корпус – у Скоморох. Также южнее Большовцев, у самого Галича, был создан плацдарм на правом берегу Гнилой Липы. Атаки на других участках были отбиты с большими потерями. С вечера две германские дивизии, прибывшие в район сражения, начали контратаки.
26 августа (8 сентября) подошедшие немецкие резервы контратаками заставили 33-й корпус оставить западный берег Гнилой Липы. Ночью Щербачёв отвел остальные свои войска на восточный берег Нараевки.

## Результаты
Несмотря на то что наступление 7-й армии на Галич завершилось захватом незначительной территории, в ходе операции 10 пехотных дивизий генерала Щербачёва разгромили 14,5 неприятельских (7 германских, 5,5 австро-венгерских, 2 турецких). Было взято 29 000 пленных (8500 германцев), 25 орудий, 30 минометов, 200 пулеметов и огромная добыча.